# 攻占提康德羅加堡
攻佔提康德羅加堡（英語：Capture of Fort Ticonderoga）是美國獨立戰爭早期的一場軍事衝突。1775年5月10日，反叛英國的綠山兄弟，以及阿諾德號召的新英格蘭民兵，突襲尚普蘭湖南部、哈德遜河河畔的英軍要塞，並以極少兵力攻佔提康德羅加堡、皇冠岬堡及聖讓堡，俘虜全部駐守英軍，以及多門重型火炮。這些火炮後來透過大炮遠運送抵波士頓的大陸軍陣地，最終迫使英軍撤出波士頓。
攻佔提康德羅加堡對美國獨立戰爭有重要戰略影響。在此以前，駐守加拿大的英軍可以沿哈德遜河南下，穿過整個紐約州，由北面夾擊正在包圍波士頓的民兵。提康德羅加堡失守後，英軍南下路線開始受阻。到1776年，當華盛頓指揮的大陸軍於紐約州遭受重創時，提康德羅加堡又阻礙了加拿大英軍南下夾攻，為大陸軍提供喘息空間。雙方在哈德遜河區域的衝突，最終在1777年薩拉托加戰役達致頂峰。
攻佔提康德羅加堡亦是大陸軍遠征加拿大的前奏。早在英國國會頒布《強制法案》後，新英格蘭殖民地便試圖拉攏加拿大人協助，甚至邀請其參與第一次大陸會議，但未有獲得響應。新英格蘭殖民地與英國爆發戰爭後，大陸議會希望阻止英軍從加拿大南下，終於決定入侵加拿大。

## 背景：七年戰爭後的政治紛爭
提康德羅加堡原名鐘琴堡（Fort Carillon），是法國在七年戰爭期間建造的堡壘。英國與法軍曾在1758年於該處爆發激戰，以法軍勝利告終。後來法軍回防魁北克市，使英軍有機可乘，並在1759年發動提康德羅加堡戰役將其攻佔。七年戰爭結束後，提康德羅加堡因遠離兩國前線，而失去戰略價值，並日久失修。到1774年，提康德羅加堡只有第26步兵軍團的數十名老弱殘兵駐守。
七年戰爭同時將加拿大的政治勢力重新洗牌。戰後英國透過1763年巴黎條約，獲取大片新法蘭西殖民地。英皇喬治三世接著頒布《1763年皇家宣言》，將新法蘭西殖民地分割成數個區域管治，並且為殖民地及北美原住民進行劃界，限制土地收購，以減少雙方衝突。然而宣言卻將部分法裔加拿大人的居住地劃為印第安保留地，造成政治、經濟、司法等等方面的不便，當中特別以俄亥俄谷地及五大湖地區情況最為嚴重。另外，法裔居民雖然在新成立的英屬魁北克省中所佔人數最多，但因信奉羅馬天主教之故，在奉基督新教聖公會為宗的英國政府下不能獲任官職，故此亦失去政治代表權。除了天主教教會的權力未獲殖民政府承認之外，法國在新法蘭西實行的領主制度亦未獲認可，且法裔居民更要改適英國的民事法律，造成更多不滿。在法裔居民及兩任英國魁北克省總督爭取下，英國國會在1774年通過《魁北克法令》，將魁北克省的邊界重新擴展至俄亥俄河及五大湖地區、承認天主教教會權利、確立法國民事法地位、擴大議會席位、並任免法裔人士出任公職及軍職。
但《魁北克法令》的通過，卻引起北美殖民地的英裔人士強烈反彈。早在七年戰爭於歐洲爆發之前，英裔殖民者便欲拓展俄亥俄谷地，而與法國守軍屢起爭端，其中華盛頓更因此引發了法國－印第安人戰爭。戰後法國及與其同盟的原住民勢力雖然受到重創，但1763年宣言卻限制了英裔殖民者越過阿帕拉契山脈向西擴張，已經引發不滿。對殖民者而言，他們以血與汗從法國手上奪去俄亥俄谷地，而魁北克法令卻將俄亥俄拱手送回法國人手上；清教徒也對天主教教會地位的恢復甚為不滿。
更有甚者，《魁北克法令》竟然在國會同一會議時段，與懲罰麻薩諸塞灣省的四道法案作投票表決。事緣英國國會為填補七年戰爭軍費赤字，而向北美殖民地加徵重稅，令政治危機日趨嚴重，最終引發1773年底的波士頓茶葉事件。為嚴懲叛逆的波士頓自由之子，1774年國會制訂了《波士頓港口法令》、《麻薩諸塞政府法令》、《司法法令》及《駐軍法令》，進一步削弱波士頓及麻薩諸塞的政治及經濟權利。結果北美殖民者將五道法案一概視為英國施加於自己的懲罰，斥之為《不可容忍法案》。事件促使北美殖民地走向合眾，並召開第一次大陸會議，以向國會爭取權益。
1774年10月，第一次大陸會議向加拿大發布了第一封《敬告加拿大人民書》，號召加拿大人加入殖民者的抗爭行列，但只有部分英裔加拿大人響應。大部分加拿大英商都無意參與杯葛英國貨行動，以免遭法國商人有機可乘；法裔加拿大人則普遍贊同《魁北克法令》。在傳信過程之間，麻薩諸塞灣的信差多次途經哈德遜河流域，並發現該處的英軍防備薄弱。
1775年4月列星頓和康科德戰役爆發，麻薩諸塞的反叛民兵開始包圍波士頓。提康德羅加堡位處波士頓及加拿大蒙特利爾中間，其戰略價值又再引起注意。北美英軍總司令托馬士·蓋奇即時向魁北克省總督蓋伊·卡爾頓下達增援命令，但信件到達前提康德羅加堡已告失陷。

## 部署

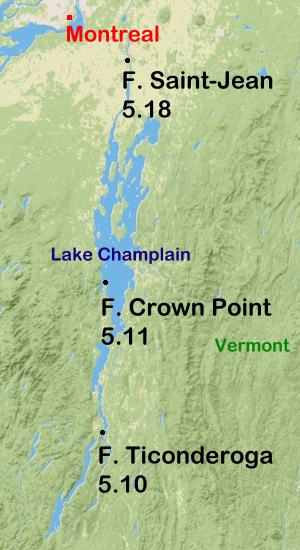
提康德羅加堡及附近區域地圖。阿諾德及阿倫的民兵，於5月10日先攻佔尚普蘭湖南端的提康德羅加堡，再在次日攻佔湖泊中部的皇冠岬堡。18日阿諾德的民兵洗劫了黎塞留河畔的聖讓恩堡，與蒙特利爾已非常接近。

列星頓之戰後不久，曾為大陸會議向加拿大傳訊的皮茨菲的約翰·布朗已向塞繆爾·亞當斯寫信，稱要盡快攻打防禦薄弱的提康德羅加堡，並建議向佛蒙特山地的綠山兄弟招手。綠山兄弟是以伊頓·阿倫為首的武裝幫派，他們以阿倫家族為核心，多年來以武力行走綠山山脈，以阻止東面的新罕布夏州與西面的紐約州吞併其土地。由於提康德羅加堡就在佛蒙特山地以西中間，阿倫亦欲佔而據之，以獲取更大自主權力。
但與此同時，另一位時常來往哈德遜河的民兵領袖班內迪·阿諾德，亦請纓攻打提康德羅加堡。列星頓之戰後，阿諾德向康涅狄格通訊委員會提供哈德遜河的情報，並獲得資金贊助籌募民兵。5月阿諾德又向麻薩諸塞的安全委員會請纓，並獲任命為上校，命其招募400人出陣攻擊。
麻薩諸塞自治政府最先派何人出征，已經難以考究。阿倫的綠山兄弟較早出陣，但阿諾德的民兵卻及時趕上會合。阿諾德認為自己是議會任命的上校，要求綠山兄弟聽命，而與阿倫齬齟不斷。阿諾德攻佔提康德羅加堡後，即撰寫回憶錄猛烈抨擊阿倫，而阿倫則在回憶錄中對阿諾德隻字不提，將行動功績全部歸於自己名下。

## 攻佔提康德羅加堡：5月10日
5月9日深夜，殖民地的民兵預備橫過哈德遜河，但渡船要到10日凌晨才告抵達，而且每次只能運載八十多人。當阿倫及阿諾德率先渡河後，已經接近日出。兩人決定不等待全數軍隊，即時發動進攻，以免失去偷襲之效。
攻佔提康德羅加堡幾乎沒有遭到抵抗。駐守的老弱英軍當時正在睡覺，只有一名士兵站崗。當他看到民兵迫近時，手上的火槍又告失靈，在寡不敵眾下棄崗而逃。結果83名民兵一湧至上，俘虜整座堡壘英軍。英軍軍官威廉·德拉普拉斯（William Delaplace）上尉向阿倫投降。民兵只有一人遭英軍刺刀輕傷。
日出後民兵陸續抵達。阿諾德忙於派人搬運堡壘內的火炮，但綠山兄弟的民兵卻肆意掠奪堡壘的酒窖及其他物資，完全無視阿諾德的命令。這使阿諾德與阿倫的衝突持續不斷。稍後兩人各自帶領先頭部隊，進攻哈德遜河的皇冠岬堡。

## 攻佔皇冠岬堡及劫掠聖讓堡：5月11日至19日
有關攻佔皇冠岬堡的資訊並不完整。大部分資料均紀錄民兵在5月10日攻佔皇冠岬堡，然而根據阿倫的手下西斯·華納上尉的信件，民兵在10日的進攻計劃似乎遭受挫折，要到11日才告成功。皇冠岬堡的守軍只有九人。
攻佔皇冠岬堡後，阿諾德的民兵又徵用了一艘雙桅縱帆船及數艘小艇，並將帆船命名為自由號。阿諾德從俘虜口中，得悉英軍在尚普蘭湖北面的聖讓堡，尚有一艘排水量70噸的小型風帆戰船喬治號。在未知英軍動向的情況下，阿諾德在14日帶同50人乘船北上，計劃突襲聖讓恩堡，並俘虜該艘風帆戰船。而阿倫的民兵雖然緊隨其後，卻只能以人力划艇，結果被阿諾德遠遠拋離。
5月17日，阿諾德抵達尚普蘭湖北部，並派哨兵偵察。稍後哨兵回報，指英軍已經知道提康德羅加堡失陷，正派兵前來增援。故此阿諾德立即決定進攻。當日半夜，阿諾德帶同35人夜襲聖讓恩堡，俘虜該處21名守兵以及喬治號，又將火炮及其他重要補給裝上船隻，並鑿沉所有無法帶有的艦艇。阿諾德同時將喬治號更名為企業號，成為日後美國海軍追溯的第一艘企業號軍艦。
但阿諾德的突襲，卻被一名英國退役軍官摩西·哈森發現。哈森在七年戰爭曾為羅傑的遊騎兵的成員，退役後在蒙特利爾外投資土地田產。哈森目擊阿諾德帶兵北上，旋即快馬趕往蒙特利爾報告，再轉往首府魁北克市向卡爾頓通報，最終在20日抵達。此時阿諾德早已帶兵返航提康德羅加堡。至於急欲爭功的阿倫，在19日抵達聖讓恩堡，本來打算佔而據之，但得悉英軍正有百餘人前來增援，便慌忙撤退。結果撤退時有三人未能趕上而被丟下，當中一人被英軍俘虜。21日阿倫的綠山兄弟亦返抵提康德羅加堡。

## 後續影響
提康德羅加堡失陷後，卡爾頓旋即為黎塞留河及聖勞倫斯河一帶佈防。第二次大陸會議事後向加拿大發布另一封《敬告加拿大人民書》，但迴響仍然不大。大陸議會最終決定派軍攻打加拿大。至於提康德羅加堡等地的火炮，則在1775年12月由亨利·諾克斯運往波士頓戰場，並架設於多徹斯特高地，迫使英軍撤出波士頓。
攻佔提康德羅加堡的軍事行動規模細小，卻有重要戰略影響。對英國一方而言，提康德羅加堡的失陷，使加拿大與十三州之間的軍事通訊遭到干擾。身處波士頓的北美英軍總司令蓋奇，逐漸難以向北面的加拿大下達命令。英軍的指令部最終要因此一分為二。然而雙方在後來的獨立戰爭卻欠缺協調，致使約翰·伯戈因的加拿大軍隊孤軍深入，最終在薩拉托加戰役被迫全軍投降，成為美國於獨立戰爭取勝的重要關鍵。
至於對叛逆民兵而言，提康德羅加堡及皇冠岬堡提供了入侵加拿大的起步點，同時擔當日後紐約、新澤西及費城戰事的重要屏藩。1775年9月，阿諾德的部隊由皇冠岬堡出發，進侵加拿大蒙特利爾及魁北克市。及後遠征加拿大雖告失敗，而阿諾德更節節敗退，卻又成功拖延英軍。當華盛頓在1776年冬天於紐約州慘敗之時，卡爾頓的加拿大軍亦迫近提康德羅加堡，最後因天氣嚴寒而放棄進攻。結果華盛頓得以稍作喘息，再橫過特拉華河攻打新澤西州，避免全軍瓦解之虞。提康德羅加堡要到1777年薩拉托加戰役，才遭英軍攻陷。不過伯戈因投降後，提康德羅加堡又回到革命民兵手上。